# Nekrolog 1551
Nekrolog
◄◄
| ◄
| 1547
| 1548
| 1549
| 1550
| 1551 | 1552 | 1553 | 1554 | 1555 | ► | ►►
Weitere Ereignisse | Allgemeiner Nekrolog 1551
Die Beschreibung der verstorbenen Person sollte so kurz wie möglich gehalten sein und nur deren signifikante Tätigkeit(en) enthalten.
Neue Namen ggf. auch unter dem Geburts- und Sterbedatum, also etwa unter 1. Januar und im Geburts- und Sterbejahr (2024) eintragen (nur bei entsprechender großer Wichtigkeit). Für Beispiele siehe die schon vorhandenen Artikel.
Außerdem über die fünf zuletzt Verstorbenen, zu denen es einen ausreichend guten Artikel für eine Präsentation auf der Hauptseite gibt, nach der todesbedingten Überarbeitung der Artikel ggf. auch unter Wikipedia Diskussion:Hauptseite informieren und sie am besten auch in den anderen Wikipedia-Sprachversionen eintragen. Tipp: Regelmäßig bei news.google.de nach „ist tot“, „gestorben“ oder „verstorben“ suchen.
Wenn eine Person gestorben ist, gibt es viele Seiten zu dieser Person in der Wikipedia, die davon auch betroffen sind und entsprechend aktualisiert werden müssen. Beispiele: Namenübersichtsseite, Geburtsjahr, Geburtsort-Seiten und viele mehr.
Wie finde ich die betroffenen Seiten?
Im Suchfeld auf der linken Seite gibt man den Suchbegriff so ein: „Vorname Nachname“. Dann klickt man auf Volltext und alle Seiten mit entsprechendem Suchtext werden aufgerufen. Hier sieht man dann schnell, wo auch das Todesjahr Sinn macht oder sogar ein Teil des Artikels angepasst werden muss. Auch hilft das „Werkzeug“ auf der linken Seite sehr gut, um solche Seiten aufzufinden: „Links auf diese Seite“. Somit ist die Wikipedia wieder aktuell in allen Bereichen! Hinweis: bei Eintragung der Kategorie „Gestorben JAHR“ wird der Missbrauchsfilter 49 ausgelöst, was jedoch nicht schlimm ist. Siehe: Spezial:Missbrauchsfilter/49
Dies ist eine Liste von im Jahr 1551 verstorbenen bekannten Persönlichkeiten. Die Einträge erfolgen innerhalb der einzelnen Daten alphabetisch sortiert. Tiere sind im Nekrolog für Tiere zu finden.

## Januar
| Tag        | Name                | Beruf, bekannt als                                               | Alter | Beleg |
| ---------- | ------------------- | ---------------------------------------------------------------- | ----- | ----- |
| 9. Januar  | Konrad II. Hartmann | deutscher Zisterzienserabt                                       |       |       |
| 11. Januar | Hieronymus Feigl    | österreichischer Zisterzienser und Abt des Stiftes Heiligenkreuz |       |       |
| 27. Januar | Petrus Plateanus    | deutsch-belgischer Pädagoge und Theologe                         |       |       |
| 28. Januar | Erasmus Spiegel     | kursächsischer Hofmarschall                                      |       |       |
| 30. Januar | Andrea Cornaro      | Kardinal der römisch-katholischen Kirche                         | 39    |       |

## Februar
| Tag        | Name              | Beruf, bekannt als                    | Alter | Beleg |
| ---------- | ----------------- | ------------------------------------- | ----- | ----- |
| 4. Februar | Johann IV.        | Fürst von Anhalt-Zerbst               | 46    |       |
| 4. Februar | Thomas Venatorius | evangelischer Theologe und Reformator |       |       |
| 8. Februar | Cyriacus Gericke  | lutherischer Theologe                 |       |       |

## März
| Tag      | Name                                 | Beruf, bekannt als                                                              | Alter | Beleg |
| -------- | ------------------------------------ | ------------------------------------------------------------------------------- | ----- | ----- |
| 1. März  | Martin Bucer                         | französischer Theologe der Reformation und Reformator Straßburgs und des Elsass | 59    |       |
| 3. März  | Thomas Wentworth, 1. Baron Wentworth | englischer Politiker und Höfling                                                |       |       |
| 6. März  | Pleikard Sindringer                  | deutscher Rechtswissenschaftler                                                 |       |       |
| 9. März  | Andreas Kritzmann                    | deutscher Büchsenmeister und Volksheld in Magdeburg                             |       |       |
| 12. März | Niklaus von Wattenwyl                | Schweizer Propst und Politiker                                                  |       |       |
| 15. März | Heinrich von Könneritz               | böhmischer Berghauptmann und Münzmeister                                        |       |       |
| 22. März | Ulrich X.                            | Regent der Grafschaften Regenstein und Blankenburg                              |       |       |

## April
| Tag       | Name                   | Beruf, bekannt als                                      | Alter | Beleg |
| --------- | ---------------------- | ------------------------------------------------------- | ----- | ----- |
| 4. April  | Hans von Doltzig       | deutscher kursächsischer Politiker der Reformationszeit |       |       |
| 6. April  | Joachim Vadian         | Schweizer Humanist, Mediziner und Gelehrter             | 66    |       |
| 22. April | Christoph I.           | Graf von Ortenburg und Mattighofen                      |       |       |
| 26. April | Heinrich Brennwald     | Zürcher Kleriker                                        |       |       |
| 28. April | Jodokus Hodfilter      | Bischof von Lübeck                                      | 51    |       |
| 28. April | Valentin von Teutleben | Bischof von Hildesheim                                  |       |       |

## Mai
| Tag     | Name                       | Beruf, bekannt als                                                 | Alter | Beleg |
| ------- | -------------------------- | ------------------------------------------------------------------ | ----- | ----- |
| 6. Mai  | Johannes Baptista Montanus | italienischer Mediziner                                            |       |       |
| 8. Mai  | Johann von Lupfen          | Fürstbischof von Konstanz (1532–1538)                              | 64    |       |
| 8. Mai  | Barbara Radziwiłł          | Königin von Polen, Gemahlin Sigismund II. August                   | 30    |       |
| 11. Mai | Hermann Tast               | Reformator von Husum                                               |       |       |
| 14. Mai | Tilemann von Hussen        | evangelischer Theologe und Bischof von Schleswig                   |       |       |
| 17. Mai | Shin Saimdang              | koreanische Malerin, Dichterin und Philosophin der Joseon-Dynastie | 46    |       |
| 18. Mai | Domenico Beccafumi         | italienischer Maler und Bildhauer                                  |       |       |
| 28. Mai | Johannes Aal               | Schweizer Theologe, Komponist und Dramatiker                       |       |       |
| 31. Mai | Bastiano da Sangallo       | italienischer Maler und Architekt der Renaissance                  |       |       |

## Juni
| Tag      | Name                | Beruf, bekannt als                                                | Alter | Beleg |
| -------- | ------------------- | ----------------------------------------------------------------- | ----- | ----- |
| 4. Juni  | Ambrosius Volland   | deutscher Rechtswissenschaftler und württembergischer Politiker   |       |       |
| 24. Juni | Charles II. de Croÿ | 3. Fürst von Chimay, 2. Herzog von Aarschot, 3. Comte de Beaumont | 28    |       |

## Juli
| Tag      | Name                                | Beruf, bekannt als                                                                  | Alter | Beleg |
| -------- | ----------------------------------- | ----------------------------------------------------------------------------------- | ----- | ----- |
| 6. Juli  | Moritz von Ortenburg                | bayerischer Politiker und Hofrat der bayerischen Herzöge                            |       |       |
| 6. Juli  | Valentin von Sundhausen             | deutscher Beamter der Grafen zu Stolberg und Besitzer des Amtes Langenstein am Harz |       |       |
| 14. Juli | Charles Brandon, 3. Duke of Suffolk | englischer Adeliger                                                                 |       |       |
| 14. Juli | Henry Brandon, 2. Duke of Suffolk   | englischer Adeliger                                                                 | 15    |       |
| 21. Juli | Bartholomäus Bernhardi              | deutscher lutherischer Theologe                                                     | 63    |       |
| Juli     | Adriaen Isenbrant                   | niederländischer Maler                                                              |       |       |

## August
| Tag        | Name                               | Beruf, bekannt als                                         | Alter | Beleg |
| ---------- | ---------------------------------- | ---------------------------------------------------------- | ----- | ----- |
| 6. August  | Henry Holbeach                     | Bischof von Rochester und Lincoln                          |       |       |
| 8. August  | Tomás de Berlanga                  | Bischof; Entdecker                                         |       |       |
| 10. August | Hieronymus Nopp                    | evangelischer Theologe, Rektor und Regensburger Reformator |       |       |
| 11. August | Girolamo Genga                     | italienischer Maler, Architekt und Bildhauer               |       |       |
| 12. August | Charles Brandon                    | englisches Parlamentsmitglied                              |       |       |
| 12. August | Paul Speratus                      | deutscher Theologe, Reformator und Liederdichter           | 66    |       |
| 23. August | Beatus Widmann                     | Jurist und Hochschullehrer                                 |       |       |
| 24. August | Nikolaus Medler                    | Theologe, Pfarrer, Reformator, Rektor in Eger und Hof      | 48    |       |
| 25. August | Christoph Schappeler               | evangelischer Theologe, Kirchenlieddichter und Reformator  |       |       |
| 26. August | Margareta Eriksdotter Leijonhufvud | Königin von Schweden                                       | 35    |       |

## September
| Tag           | Name                   | Beruf, bekannt als                                         | Alter | Beleg |
| ------------- | ---------------------- | ---------------------------------------------------------- | ----- | ----- |
| 3. September  | Wilhelm von Thumbshirn | kursächsischer Oberst und Akteur im Schmalkaldischen Krieg |       |       |
| 4. September  | Philipp I.             | Herzog des Fürstentums Grubenhagen                         |       |       |
| 15. September | Kaspar Glatz           | deutscher lutherischer Theologe                            |       |       |
| 15. September | Jobst von Randow       | deutscher Adliger                                          |       |       |
| 29. September | Sebastian Seemann      | Abt des Klosters St. Urban                                 |       |       |

## Oktober
| Tag         | Name                | Beruf, bekannt als              | Alter | Beleg |
| ----------- | ------------------- | ------------------------------- | ----- | ----- |
| 12. Oktober | Johann Bernhard     | deutscher reformierter Theologe |       |       |
| 27. Oktober | Nikolaus II. Scholl | deutscher Benediktinerabt       |       |       |
| 29. Oktober | Carl von Stockheim  | Ritter, Burgmann und Amtmann    |       |       |

## November
| Tag         | Name              | Beruf, bekannt als                    | Alter | Beleg |
| ----------- | ----------------- | ------------------------------------- | ----- | ----- |
| 6. November | Tilemann Plathner | evangelischer Theologe und Reformator | 60    |       |

## Dezember
| Tag          | Name                          | Beruf, bekannt als               | Alter | Beleg |
| ------------ | ----------------------------- | -------------------------------- | ----- | ----- |
| 15. Dezember | Rudolf Schenk zu Schweinsberg | hessischer Landvogt und Rat      |       |       |
| 17. Dezember | Georg Martinuzzi              | ungarischer Staatsmann, Kardinal |       |       |

## Datum unbekannt
| Tag         | Name                            | Beruf, bekannt als                                                        | Alter | Beleg |
| ----------- | ------------------------------- | ------------------------------------------------------------------------- | ----- | ----- |
|             | Jehan Ango                      | französischer Reeder                                                      |       |       |
|             | Sebastián de Belalcázar         | spanischer Konquistador                                                   |       |       |
|             | Anna Büschler                   | Person der Haller Stadtgeschichte                                         |       |       |
|             | Scipione Capece                 | italienischer Humanist und Jurist                                         |       |       |
|             | Hernan Duque de Estrada         | spanischer Diplomat, spanischer Gesandter in England (1499 und 1502–1504) |       |       |
|             | Scipione Dura                   | italienischer römisch-katholischer Bischof                                |       |       |
|             | Christoph Effinger              | Schweizer Aristokrat                                                      |       |       |
|             | Heinrich Engelhard              | Schweizer Jurist und reformierter Geistlicher                             |       |       |
|             | Friedrich III. von Wied         | Bischof von Münster (1522–1532)                                           |       |       |
|             | Sebastian Loscher               | deutscher Bildhauer und Architekt                                         |       |       |
|             | Mirza Muhammad Haidar Dughlat   | tschagatai-turko-mongolischer Militär und Geschichtsschreiber             |       |       |
|             | Luis de Moscoso                 | spanischer Conquistador                                                   |       |       |
|             | Johann IV. von Raesfeld         | kaiserlicher Feldherr im Türkenkrieg                                      |       |       |
|             | Johann von der Recke            | livländischer Ordensmeister des Deutschen Ordens                          |       |       |
|             | Sahib I. Giray                  | Khan von Kasan und Khan der Krim                                          |       |       |
|             | Antonius Salamanca-Hoyos        | Bischof von Gurk (1526–1551)                                              |       |       |
| 2. Halbjahr | John Stewart, 3. Earl of Buchan | schottischer Adeliger                                                     |       |       |
|             | Sigismund Stier                 | deutscher Fürstenerzieher, Jurist und Kanzler                             |       |       |
|             | Bálint Török                    | ungarischer Magnat und General                                            |       |       |
|             | Wang Jiusi                      | Beamter, Literat und Dramatiker in der Zeit der Ming-Dynastie             |       |       |
|             | Dietrich Westhoff               | Dortmunder Chronist                                                       |       |       |